# Hydriomena nigra
Hydriomena nigra là một loài bướm đêm trong họ Geometridae.